# Danielle Gaborit-Chopin
Pour les articles homonymes, voir Gaborit.
Danielle Gaborit-Chopin est une historienne de l'art française née à Vimy le 18 décembre 1940.
Conservateur général honoraire du patrimoine, elle est spécialiste des arts précieux de la période médiévale.

## Biographie
Élève de l'École nationale des chartes, elle rédige une thèse intitulée La décoration des manuscrits à Saint-Martial de Limoges et en Limousin (IXe – XIIe siècles). Après avoir obtenu le diplôme d'archiviste paléographe en 1967, elle entre au musée du Louvre où elle mène l'ensemble de sa carrière en tant que conservatrice au département des Objets d'art. Spécialiste des arts précieux et notamment de l'orfèvrerie et des ivoires médiévaux, elle a été commissaire de nombreuses expositions. Elle termine sa carrière comme conservatrice générale avant d'être admise à la retraite en 2005.

## Œuvre

### Commissariats d'exposition
- Fastes du gothique. Le siècle de Charles V, Galeries nationales du Grand Palais, Paris, 1981-1982.
- Regalia. Les instruments du sacre des rois de France. Les "Honneurs de Charlemagne", Musée du Louvre, Paris, 1987-1988.
- Le trésor de Saint-Denis, Musée du Louvre, Paris, 1991.
- Le trésor de Conques, Musée du Louvre, Paris, 2001-2002.
- La France romane au temps des premiers Capétiens, Musée du Louvre, Paris, 2005.

### Ouvrages et parties d'ouvrages
- Ivoires du Moyen Age, Fribourg, Office du Livre, 1978, 232 p.
- « Les arts précieux », dans X. Barral I Altet, F. Avril et D. Gaborit-Chopin, Le temps des croisades, Paris, Gallimard, coll. « L'univers des formes », 1982 (ISBN 2-07-011027-3), p. 227-308
- « Les arts précieux », dans X. Barral I Altet, F. Avril et D. Gaborit-Chopin, Les Royaumes d'Occident, Paris, Gallimard, coll. « L'univers des formes », 1983, 461 p. (ISBN 2-07-011061-3), p. 261-338
- Ivoires médiévaux : Ve – XVe siècle : catalogue. Musée du Louvre, Paris, Réunion des musées nationaux, 2003, 645 p. (ISBN 2-7118-4569-9)
- Corpus des émaux méridionaux, t. II : L'apogée, 1190-1215., Paris, CTHS, 2011, 328 p. (ISBN 978-2-7355-0728-3, BNF 42487143)[4]